# Jacques Halland
Jacques Halland, pseudoniem van Hieronymus (Romi) Manfred Fraenkel (Hamborn, 15 mei 1910 - Amsterdam, 8 februari 2000), was een Nederlands pianist.

## Biografie
Romi Fraenkel was een zoon van Paul Philipp Fraenkel en Debora Frankforter. Hij werd geboren tijdens een bezoek van zijn moeder aan haar vader, die in Bruckhausen een aanstelling had als rabbijn. Al snel na zijn geboorte reisden zij terug naar Amsterdam, waar de hele familie samenwoonde in het huis van zijn grootouders aan de Nieuwendijk. Romi ging na de lagere school naar het Vossius Gymnasium en toen hij zeventien was, verhuisde hij met zijn vader naar Parijs en ging aan het conservatorium studeren. Op zijn twintigste kreeg hij werk als begeleider van een kinderballet bij het Jiddische Theater in Brussel. Rond 1935 ontmoette hij daar zijn latere echtgenote, de zangeres Regina Eichner.
Toen het theater in verband met de oorlogsdreiging werd opgeheven, regelde hij dat Regina een aanstelling kreeg bij het orkest waar hij werkte. Al snel leefden ze samen en in 1936 trouwden ze tijdens een engagement in Oostende. Voortaan noemden ze zich Jacques en Jossy Halland. Wegens de toenemende Jodenvervolging weken ze in 1938 uit naar Nederland en gingen in Groningen wonen. Bij het uitbreken van de oorlog vluchtten zij op een tandem naar het zuiden, en kwamen in Montauban terecht. Ze verzwegen dat ze Joods waren, namen een Franse identiteit aan en sloten zich aan bij het verzet.

## LiLaLo
Na de bevrijding pakten ze in Parijs hun artiestenbestaan weer op en werkten samen met veel Franse artiesten, zoals Mistinguett en Édith Piaf. Ze wilden een programma in het Jiddisch brengen, maar in Parijs lukte dat niet. In 1950 begonnen ze met Le Refrain een café in Franse stijl in de Kinkerstraat. In 1959 openden ze hun eigen café met Jiddisch cabaret LiLaLo (Hebreeuws voor Voor mij, voor haar, voor hem) op de benedenverdieping van hun woning in de De Clerqstraat. Daar lieten zij hun publiek kennismaken met de Joodse cultuur van Oost-Europa en met het Jiddisch. LiLaLo raakte bekend en het paar ontving steeds meer uitnodigingen uit het buitenland, vooral uit Duitsland. Ook brachten ze hun repertoire in Denemarken, Zwitserland en zelfs in de Sovjet-Unie.
In 1982 sloten de Hallands LiLaLo. Enkele jaren na het overlijden van Jossy blies Jacques met de zangeres Marika Nardi het Jiddische cabaret nieuw leven in. Op 2 mei 1995 gaven zij in de Stadsschouwburg Amsterdam nog een lunchconcert met de titel "Nu, 50 jaar na dato...".